# Campeonato Europeu de Halterofilismo de 2004
O Campeonato Europeu de Halterofilismo de 2004 foi a 83ª edição do campeonato, sendo organizado pela Federação Europeia de Halterofilismo, em Kiev, na Ucrânia, entre 19 a 24 de abril de 2004. Foram disputadas 15 categorias (8 masculino e 7 feminino).

## Medalhistas

### Masculino
| Evento   | Ouro                         | Ouro     | Prata                             | Prata    | Bronze                          | Bronze   |
| -------- | ---------------------------- | -------- | --------------------------------- | -------- | ------------------------------- | -------- |
| 56 kg    | Sedat Artuç · Turquia        | 280,0 kg | Vitali Dzerbianiou · Bielorrússia | 280,0 kg | László Tancsics · Hungria       | 270,0 kg |
| 62 kg    | Sevdalin Minchev · Bulgária  | 302,5 kg | Adrian Jigău · Roménia            | 297,5 kg | Asif Məlikov · Azerbaijão       | 280,0 kg |
| 69 kg    | Ekrem Celil · Turquia        | 337,5 kg | Nikolaj Pešalov · Croácia         | 330,0 kg | Siarhei Laurenau · Bielorrússia | 325,0 kg |
| 77 kg    | Taner Sağır · Turquia        | 367,5 kg | Mehmet Yılmaz · Turquia           | 360,0 kg | Plamen Zheliazkov · Bulgária    | 360,0 kg |
| 85 kg    | İzzet İnce · Turquia         | 380,0 kg | Zaur Tajushev · Rússia            | 377,5 kg | Erdal Sunar · Turquia           | 377,5 kg |
| 94 kg    | Milen Dobrev · Bulgária      | 402,5 kg | Eduard Tiukin · Rússia            | 397,5 kg | Anatoli Mushyk · Ucrânia        | 395,0 kg |
| 105 kg   | Alan Tsagaev · Bulgária      | 420,0 kg | Dmitri Berestov · Rússia          | 417,5 kg | Alexandru Bratan · Moldávia     | 412,5 kg |
| + 105 kg | Velichko Cholakov · Bulgária | 445,0 kg | Viktors Ščerbatihs · Letônia      | 437,5 kg | Ronny Weller · Alemanha         | 437,5 kg |

### Feminino
| Evento  | Ouro                            | Ouro     | Prata                             | Prata    | Bronze                            | Bronze   |
| ------- | ------------------------------- | -------- | --------------------------------- | -------- | --------------------------------- | -------- |
| 48 kg   | Izabela Dragneva · Bulgária     | 180,0 kg | Svetlana Ulianova · Rússia        | 175,0 kg | Rebeca Sires Rodríguez · Espanha  | 175,0 kg |
| 53 kg   | Nurcan Taylan · Turquia         | 210,0 kg | Mărioara Munteanu · Roménia       | 190,0 kg | Nastassia Novikava · Bielorrússia | 190,0 kg |
| 58 kg   | Aleksandra Klejnowska · Polónia | 222,5 kg | Aylin Daşdelen · Turquia          | 220,0 kg | Zlatina Atanasova · Bulgária      | 215,0 kg |
| 63 kg   | Guergana Kirilova · Bulgária    | 227,5 kg | Dominika Misterska · Polónia      | 227,5 kg | Anastasía Tsakiri · Grécia        | 217,5 kg |
| 69 kg   | Sibel Şimşek · Turquia          | 247,5 kg | Tatiana Matveyeva · Rússia        | 245,0 kg | Vanda Maslovska · Ucrânia         | 242,5 kg |
| 75 kg   | Svetlana Podobedova · Rússia    | 250,0 kg | Şule Şahbaz · Turquia             | 247,5 kg | Jristina Ioannidi · Grécia        | 240,0 kg |
| + 75 kg | Agata Wróbel · Polónia          | 287,5 kg | Viktoriya Shaimardanova · Ucrânia | 277,5 kg | Derya Açıkgöz · Turquia           | 270,0 kg |

## Quadro de medalhas
Quadro de medalhas no total combinado
| Ordem | País         | Medalha de ouro | Medalha de prata | Medalha de bronze | Total |
| ----- | ------------ | --------------- | ---------------- | ----------------- | ----- |
| 1     | Turquia      | 6               | 3                | 2                 | 11    |
| 2     | Bulgária     | 6               | 0                | 2                 | 8     |
| 3     | Polónia      | 2               | 1                | 0                 | 3     |
| 4     | Rússia       | 1               | 5                | 0                 | 6     |
| 5     | Roménia      | 0               | 2                | 0                 | 2     |
| 6     | Bielorrússia | 0               | 1                | 2                 | 3     |
| 6     | Ucrânia      | 0               | 1                | 2                 | 3     |
| 8     | Croácia      | 0               | 1                | 0                 | 1     |
| 8     | Letônia      | 0               | 1                | 0                 | 1     |
| 10    | Grécia       | 0               | 0                | 2                 | 2     |
| 11    | Alemanha     | 0               | 0                | 1                 | 1     |
| 11    | Azerbaijão   | 0               | 0                | 1                 | 1     |
| 11    | Espanha      | 0               | 0                | 1                 | 1     |
| 11    | Hungria      | 0               | 0                | 1                 | 1     |
| 11    | Moldávia     | 0               | 0                | 1                 | 1     |
| Total | Total        | 15              | 15               | 15                | 45    |